# Suddivisioni dell'Ucraina
L'Ucraina è suddivisa in:
- 24 oblast' (in ucraino: область - oblast; pl. області, oblasti), cui sono equiordinate due "città a statuto speciale" (sing. місто зі спеціальним статусом, misto zi special'nym statusom), ossia la capitale Kiev e Sebastopoli, subordinate direttamente al governo centrale ucraino;
- 136 distretti (sing. район - rajon).

## Ordinamento
Il sistema di suddivisione dell'ucraina riflette la condizione di Stato unitario del paese (come affermato nella costituzione ucraina) con legislazione e amministrazione uguale per ogni unità. Tuttavia molti esperti concordano sul fatto che le differenze storiche e culturali tra le regioni, sommate alla mancanza di democrazia e ordine locali, diminuiscono in modo significativo l'unità formale dell'Ucraina. Anche le caratteristiche territoriali, demografiche e socio-economiche di alcune oblast' come quelle di Donec'k e quelle di Černivci paiono indebolire l'unità dell'Ucraina. Tali fattori sembrano causare il rallentamento dell'integrazione e situazioni locali di sottosviluppo. I problemi ancora insoluti sarebbero quindi: l'integrazione di poche oblast' di piccole dimensioni, l'allargamento dell'autorità delle città e delle oblast'.

## Rajon
Il rajon è un'entità amministrativa due livelli sotto il livello nazionale e sono quindi un'ulteriore suddivisione delle oblast'. Nel 2006, erano presenti 490 rajon in 24 oblast'. Un rajon, in media, ha una popolazione di 52 000 abitanti e un'estensione di 1 200 km².

### Dal 2020
Con la riforma amministrativa del 2020 i rajon ucraini sono stati accorpati in 136, compresi 10 rajon in Crimea e 7 rajon nel Donbass, mai entrati in funzione perché sotto occupazione al momento della riforma.

## Terzo livello amministrativo
Gli insediamenti urbani (in ucraino al singolare місто, misto) sono subordinati al governo centrale, all'oblast' o al rajon, a seconda della popolazione e dell'importanza socio-economica (vedi anche: Città dell'Ucraina). I rajon (distretti) sono parte integrante delle oblast', ma anche di vasti insediamenti urbani (ad esempio città e megalopoli). Si può considerare il tipico misto come una città, non come un paese. Ciononostante bisogna tenere conto della subordinazione del misto all'oblast' o al rajon, specialmente in senso politico. Ci sono anche alcune unità amministrative di livello base, che si possono generalmente chiamare villaggi (singolare село, selo).
| Status                         | in ucraino                    | N° (nel 2006) |
| ------------------------------ | ----------------------------- | ------------- |
| Città a statuto speciale       | місто зі спеціальним статусом | 2             |
| Città subordinata all'oblast   | місто областного значення     | 176           |
| Città subordinata al distretto | місто районного значення      | 279           |
| Città                          | місто                         | 457           |
| Paese, insediamento urbano     | селище міського типу          | 886           |
| Villaggio o gruppo di villaggi | селище                        | 1.364         |
| Piccolo villaggio              | село                          | 27.188        |
| Villaggio, insediamento rurale | сільський населений пункт     | 28.552        |

### Comunità territoriali
A partire dal 2015 è stato istituito un nuovo livello amministrativo chiamato dapprima comunità territoriale unita (in ucraino Об’єднана територіальна громада?, Ob"ednana terytorial'na hromada) e dal 2020 semplicemente comunità territoriale (in ucraino територіальна громада?, terytorial'na hromada). Queste comunità territoriali sono istituite attraverso fusioni tra le precedenti città, insediamenti, o villaggi e sono divenute il nuovo livello inferiore di autogoverno locale. L'obiettivo dichiarato, oltre che la semplificazione del panorama amministrativo ucraino rispetto alla suddivisione precedente, era una decentralizzazione dei poteri. I nuovi enti infatti hanno assunto poteri prima detenuti dai livelli amministrativi superiori, oltre che una maggiore autonomia in campo fiscale. Dopo una prima fase, durata dal 2015 al 2019, in cui la creazione dei nuovi organi amministrativi è stata ottenuta attraverso fusioni volontarie, nel 2020 tramite una legge approvata dalla Verchovna Rada si è proceduto alla creazione dei nuovi enti in tutto il territorio ucraino. Le comunità territoriali sono 1469, comprese 31 comunità territoriali negli oblast' di Donec'k e Luhans'k, mai entrate in funzione perché sotto occupazione al momento della riforma.